# Александър фон Зайн-Витгенщайн-Хоенщайн
Александър Карл Август Франц Адолф фон Зайн-Витгенщайн-Хоенщайн (на немски: Alexander Karl August Franz Adolf zu Sayn-Wittgenstein-Hohenstein; * 16 август 1801, дворец Витгенщайн, днес в град Бад Ласфе, Северен Рейн-Вестфалия; † 7 април 1874, Витгенщайн) е 2. княз на Сайн-Витгенщайн-Хоенщайн.

## Произход
Той е син на първия (от 1801 г.) княз Фридрих Карл фон Сайн-Витгенщайн-Хоенщайн (1766 – 1837) и първата му съпруга принцеса Фридерика Албертина Йохана Елизабет фон Шварцбург-Зондерсхаузен (1773 – 1806), дъщеря на княз Август II фон Шварцбург-Зондерсхаузен (1738 – 1806) и принцеса Кристина Елизабет Албертина фон Анхалт-Бернбург (1746 – 1823). Баща му се жени втори път на 4 април 1807 г. (морганатичен брак) за Луиза Лангенбах (1790 – 1864), която през 1807 г. става фрайфрау фон Витгенщайн..
Брат е на Фридрих Вилхелм (1798 – 1868), принц на Зайн-Витгенщайн-Хоенщайн, и полубрат на Карл Франц Адолф (1809 – 1866), собственик на желязна мина, и Адолф Емил Александър (1822 – 1892), кралски пруски главен лисничей.

## Фамилия
Александър фон Зайн-Витгенщайн-Хоенщайн се жени на 3 юни 1828 г. в Реда за графиня Амалия Луиза фон Бентхайм-Текленбург-Реда (* 16 февруари 1802, Реда; † 15 юни 1887, Франкфурт на Майн), дъщеря на граф Фридрих Вилхелм Кристиан Август фон Бентхайм-Текленбург-Реда (1767 – 1835) и графиня Вилхелмина Елизабет Каролина фон Зайн-Витгенщайн-Хоенщайн (1773 – 1856). Те имат 12 деца:
- Матилда (* 2 май 1829; † 26 септември 1857), омъжена на 30 март 1856 г. във Витгенщайн за фрайхер Фридрих Финке (1830 – 1895)
- Емма Хедвиг Каролина Фридерика София Влхелмина (* 30 май 1830 – ?)
- Йохан Лудвиг Фридрих Вилхелм Адолф Александър Карл (* 20 ноември 1831; † 6 април 1912), 3. княз на Зайн-Витгенщайн-Хоенщайн, женен на 16 май 1867 г. в Щайнфурт за принцеса Мария Луитгарда Елизабет фон Бентхайм-Щайнфурт (* 26 октомври 1843, Бургщайнфурт; † 22 януари 1931, Витгенщайн)
- Александер Карл Лудвиг Георг Филип Фридрих Албрехт (* 29 май 1833; † 17 ноември 1907), принц, женен на 10 февруари 1872 г. за Тереза Хубер (* 14 август 1848; † 3 януари 1908)
- Агнес Каролина Тереза (* 18 април 1834; † 18 февруари 1886), омъжена на 3 август 1858 г. в дворец Витгенщайн за граф Адалберт фон Валдек-Пирмонт и Лимпург-Гайлдорф (* 19 февруари 1833; † 24 юли 1893)
- Карл Георг Александър (* 16 юли 1835; † 26 януари 1908), принц, неженен
- Ида Шарлота Елизабет Франциска Александрина (* 25 февруари 1837; † 7 май 1922), омъжена на 18 октомври 1887 г. във Франкфурт на Майн за граф Адалберт фон Валдек-Пирмонт и Лимпург-Гайлдорф (* 19 февруари 1833; † 24 юли 1893)
- Вилхелм Херман Карл (* 19 януари 1839; † 7 януари 1894), принц, неженен
- Адолф Карл Франц (* 19 януари 1839; † 30 юни 1872), принц, неженен
- Фридрих-Вилхелм Август Фердинанд Херман фон Алтенбург (* 18 октомври 1840; † 8 октомври 1934), фрайхер на Алтенбург (1909), женен (морганатичен брак) на 4 август 1876 г. във Висбаден за Елиза фон Манщайн (* 14 април 1856, Новомиргород; † 14 октомври 1894, Бланкенбург)
- Текла Мария Берта Лудмила Кристиана Луиза (* 3 юли 1842; † 19 януари 1925), неомъжена
- Херман Ойген Адолф Бернхард Франц Фердинанд Август (* 23 юни 1845; † 30 октомври 1921), принц, неженен